# Trophée des champions 2017
Il Trophée des Champions 2017 è stata la 41ª Supercoppa di Francia, la 22ª organizzata dalla LFP.
Si è svolta il 29 luglio 2017 allo Stade Ibn Batouta di Tangeri tra il Monaco, vincitore della Ligue 1 2016-2017, e il PSG, vincitore della Coupe de France 2016-2017. È la seconda volta che la Supercoppa viene disputata a Tangeri, dopo l'edizione 2011, ed è la quarta volta del trofeo in Africa.
Il PSG ha conquistato il trofeo per la settima volta, la quinta consecutiva. Era dal 2012 che non vinceva la detentrice della coppa nazionale.

## Partecipanti
| Squadre             | Qualificazione                             | Partecipazioni precedenti (il grassetto indica la vittoria)     |
| ------------------- | ------------------------------------------ | --------------------------------------------------------------- |
| Monaco              | Vincitore della Ligue 1 2016-2017          | 5 (1960, 1961, 1985, 1997, 2000)                                |
| Paris Saint-Germain | Vincitore della Coppa di Francia 2016-2017 | 10 (1986, 1995, 1998, 2004, 2006, 2010, 2013, 2014, 2015, 2016) |

## Tabellino
| Arbitro: | El Jaafari |

|            |           |                           |
| Sidibé 30’ | Marcatori | 51’ Dani Alves 63’ Rabiot |

| Monaco | Paris Saint-Germain |

### Formazioni
| Monaco (4-4-2)  |    |                     |     |     |
|                 |    |                     |     |     |
| P               | 1  | Danijel Subašić     |     |     |
| D               | 4  | Terence Kongolo     |     | 66’ |
| D               | 5  | Jemerson            |     |     |
| D               | 25 | Kamil Glik          | 51’ |     |
| D               | 38 | Almamy Touré        |     |     |
| C               | 2  | Fabinho             | 82’ |     |
| C               | 17 | Youri Tielemans     |     |     |
| C               | 19 | Djibril Sidibé      | 49’ | 77’ |
| C               | 27 | Thomas Lemar        |     |     |
| A               | 9  | Radamel Falcao (c)  |     |     |
| A               | 10 | Kylian Mbappé       |     | 71’ |
| A disposizione: |    |                     |     |     |
| P               | 16 | Diego Benaglio      |     |     |
| D               | 6  | Jorge               |     |     |
| D               | 24 | Andrea Raggi        |     |     |
| C               | 8  | João Moutinho       |     |     |
| C               | 12 | Allan Saint-Maximin |     | 77’ |
| C               | 20 | Marcos Lopes        |     | 66’ |
| A               | 11 | Guido Carrillo      |     | 71’ |
| Allenatore:     |    |                     |     |     |
| Leonardo Jardim |    |                     |     |     |

| Paris Saint-Germain (4-3-3) |    |                    |     |     |
|                             |    |                    |     |     |
| P                           | 16 | Alphonse Areola    |     |     |
| D                           | 2  | Thiago Silva (c)   |     |     |
| D                           | 5  | Marquinhos         |     |     |
| D                           | 12 | Thomas Meunier     |     |     |
| D                           | 20 | Layvin Kurzawa     |     |     |
| C                           | 6  | Marco Verratti     | 82’ | 90’ |
| C                           | 8  | Thiago Motta       |     | 71’ |
| C                           | 25 | Adrien Rabiot      |     |     |
| A                           | 9  | Edinson Cavani     |     |     |
| A                           | 10 | Javier Pastore     |     | 86’ |
| A                           | 32 | Dani Alves         |     |     |
| A disposizione:             |    |                    |     |     |
| P                           | 1  | Kevin Trapp        |     |     |
| D                           | 3  | Presnel Kimpembe   |     |     |
| C                           | 14 | Blaise Matuidi     |     | 71’ |
| C                           | 18 | Giovani Lo Celso   |     |     |
| C                           | 24 | Christopher Nkunku |     | 90’ |
| A                           | 15 | Gonçalo Guedes     |     | 86’ |
| A                           | 22 | Jesé               |     |     |
| Allenatore:                 |    |                    |     |     |
| Unai Emery                  |    |                    |     |     |